# رباط طرفی داخلی
رباط طرفی داخلی (به انگلیسی: Medial collateral ligament) همانند رباط طرفی خارجی یک رباط محکم در مفصل زانو است که به لقمه (کوندیل) داخلی استخوان ران و درشت نی اتصال دارد. این رباط دارای دو قسمت سطحی و عمقی است. بخش عمقی ضعیف تر بوده که به طبق (Plateau) درشت نی و منیسک داخلی متصل می‌گردد. قسمت سطحی که قوی تر است به سطح داخلی درشت نی (پایین تر از مفصل زانو) اتصال دارد. رباط طرفی داخلی باعث نگهداری کپسول مفصلی زانو می‌گردد.